# Movimento apostolico ciechi
Il Movimento apostolico ciechi (MAC) è un'organizzazione non governativa senza scopo di lucro, fondata nel 1928 da Maria Motta, di ispirazione cristiana, formata da persone laiche vedenti e non, con sede a Roma. Nel 1977 è stata riconosciuta come associazione dalla Conferenza episcopale italiana e, nel 1980, dallo Stato Italiano. Nel 1987 è stata considerata idonea come organizzazione non governativa e nel 1997 ha ottenuto la titolazione di organizzazione non lucrativa di utilità sociale (ONLUS).
Il MAC trae ispirazione dagli insegnamenti della Chiesa cattolica e dai valori evangelici ed in base a ciò si dedica all'apostolato ed all'educazione alla fede cristiana e cerca di sviluppare la promozione sociale delle persone e delle popolazioni più bisognose attraverso la via della condivisione e della solidarietà. I soci del Mac vengono istruiti nella fede cristiana al fine dì:
- creare legami di comunione fraterna che siano di ispirazione per la società civile,
- acquisire la capacità di confrontarsi responsabilmente con le problematiche della cecità,
- porsi al servizio delle persone più bisognose,
- favorire la cooperazione internazionale per garantire una distribuzione dei beni che sia equa e per migliorare la qualità di vita dei non vedenti nei paesi in via di sviluppo.

L'azione del MAC si articola su tre aree.

Nell'area ecclesiale si occupa di promuovere e valorizzare la partecipazione delle persone con handicap alla vita della comunità.

Nell'area sociale promuove il diritto dei non vedenti ad una miglior integrazione nell'ambito scolastico e la valorizzazione della loro persona anche tramite supporti alle famiglie. Per gli anziani (specie se ciechi) viene curata l'accoglienza e l'autonomia.

Nella cooperazione internazionale essa collabora con più di 500 centri missionari sparsi in tutto il mondo fornendo materiale didattico di vario tipo (comprese attrezzature apposite per le persone non vedenti). Si occupa, inoltre, di inviare aiuti economici per i progetti di promozione sociale e sanitaria.